# Polygonum vvedenskyi
Polygonum vvedenskyi är en slideväxtart som beskrevs av G.P. Sumnevicz. Polygonum vvedenskyi ingår i släktet trampörter, och familjen slideväxter. Inga underarter finns listade i Catalogue of Life.